# Stella Radford
Stella Radford (* 25. Juni 1995) ist eine australische Hindernisläuferin.
Beim Leichtathletik-Continentalcup 2014 in Marrakesch wurde sie Achte über 3000 m Hindernis.
Ihre persönliche Bestzeit in dieser Disziplin von 10:13,48 min stellte sie am 29. Mai 2015 in Jacksonville auf.